# 出租車
出租车是一種基於即時租賃的公共交通服務汽車，乘客上車後指明目的地，司機直接駕駛前往，按裝設的计价器收費。的士普遍只有4個座位，也有多為3或5個座位。搭乘出租車除了揚手招呼外，還可以透過電話、網絡、手機應用程式預約。隨着自動駕駛汽車技術的成熟，部分先進城市於2020年代開始有無人駕駛的士投入服務。

## 各地的中文名稱
在中國大陸的名稱是「出租车」；上海滬語有根據英文「charter」音譯的「差頭」；「的士」这一称呼由英文「taxi」粵語音譯而成，在港澳、广东普遍使用，亦用于马来西亚与中国大陆多地；在台灣則稱為「计程车」，俗稱「小黃」（因台灣合法營業的計程車為黃色）；新加坡則根據英文「taxi」的閩語音譯成「德士」。
坐計程車這個行為，最先源於廣州粵語「搭的」（全稱「乘搭的士」，粵拼：daap dik），而「搭」字的入聲韻尾被傳入北方時被訛讀為「打的」（普通話：da di），並沿用至今。
香港亦稱「飛的」。

## 词源
英語“Taxi”一詞源自“Taxicab”，而“Taxicab”一词是“taximeter”（计程器）和“cabriolet”（敞篷马车）两个词的组合缩写。“Taximeter”是德语单词“Taxameter”的变体，而“Taxameter”本身又是早期德语单词“Taxanom”的变体。“Taxe”（/ˈtaksə/）是一个德语单词，意为“税”“收费”或“收费标准”。中世纪拉丁语单词“taxa”也有“税”或“收费”的意思。“Taxi”一词最终可以追溯到古希腊语“τάξις”，来自“τάσσω”，意思是“按特定顺序排列”，就像指挥一支井然有序的战线或规定税收的支付,，在现代希腊语中，“ταξίδι”（“taxidi”）的意思是“旅程”，最初指的是有秩序的军事行军或战役。“Meter”一词来自希腊语“μέτρον”（“metron”），意思是“度量”。“Cabriolet”是一种马拉的敞篷车，来自法语“cabrioler”（“跳跃、蹦跳”），而法语“cabrioler”来自意大利语“capriolare”（“翻筋斗”），意大利语“capriolare”则来自拉丁语“capreolus”（“狍子”“野山羊”）。在大多数欧洲语言中，这个词已经被引申为敞篷车的意思。
从1898年3月9日开始，巴黎的出租车就装上了最早的计程器。它们最初被称为“taxamètres”，后来在1904年10月17日更名为“taximètres”。
纽约出租车公司的哈里·纳撒尼尔·艾伦（Harry Nathaniel Allen）于1907年从法国进口了纽约市最早的600辆汽油动力出租车，他从伦敦借用了“taxicab”一词，当时伦敦在1907年初就已经在使用这个词了。
一个流行但错误的说法是，这些车辆是以Thurn and Taxis家族的弗朗茨·冯·塔克西斯（Franz von Taxis）的名字命名的。他是16世纪勃艮第公爵腓力的邮差，他的侄子约翰·巴普蒂斯特·冯·塔克西斯（Johann Baptiste von Taxis）是神圣罗马帝国的邮政总长。他们两人在欧洲建立了快速可靠的邮政服务（传递信件，一些邮路也办理客运）。

## 各地計程車

### 中國大陸地區
中國大陸的計程車分為傳統巡遊出租車（巡游车）和網路預約出租車（网约车）兩種，統一納管以解除傳統亂象，巡游出租车驾驶员还是网络预约车驾驶员都需要考证上岗，條件略有不同，但必須具有3年以上驾驶经历；无交通肇事犯罪、危险驾驶犯罪记录，无吸毒记录，无饮酒后驾驶记录，最近连续3个记分周期，没有记满12分的记录。
巡遊和網約的職業條件表面看起来一樣，但巡游出租車輛一般六到八年强制報廢；网约车是八年强制退出营运后可转卖获利、巡游出租车实行政府定价；网约车则实行市场随意定价、巡游车公司必须依法为驾驶员购买社保；网约车则是平台公司可以不为司机购买社保，基本上普通巡游出租车单车每年营业成本比网约车单车每年成本高数万不等，且由于区别对待的定价管制，巡游出租车市场长期被动丢失。新出台的法律规定私人兼差無證用私家車跑出租車的處罰力度加大，处人民幣1万元以上3万元以下的罚款，然而无论是平台公司，还是非营运的私家车，在新法律开始执行一年多后，仍然还在非法营运，被抓获处罚的少之又少。在這種情況下，传统巡游出租车从业者损失惨重。。
本节所述内容以傳統巡遊出租車（巡游车）内容为主，有关网约车的相关内容请参见网约车条目。

#### 北京

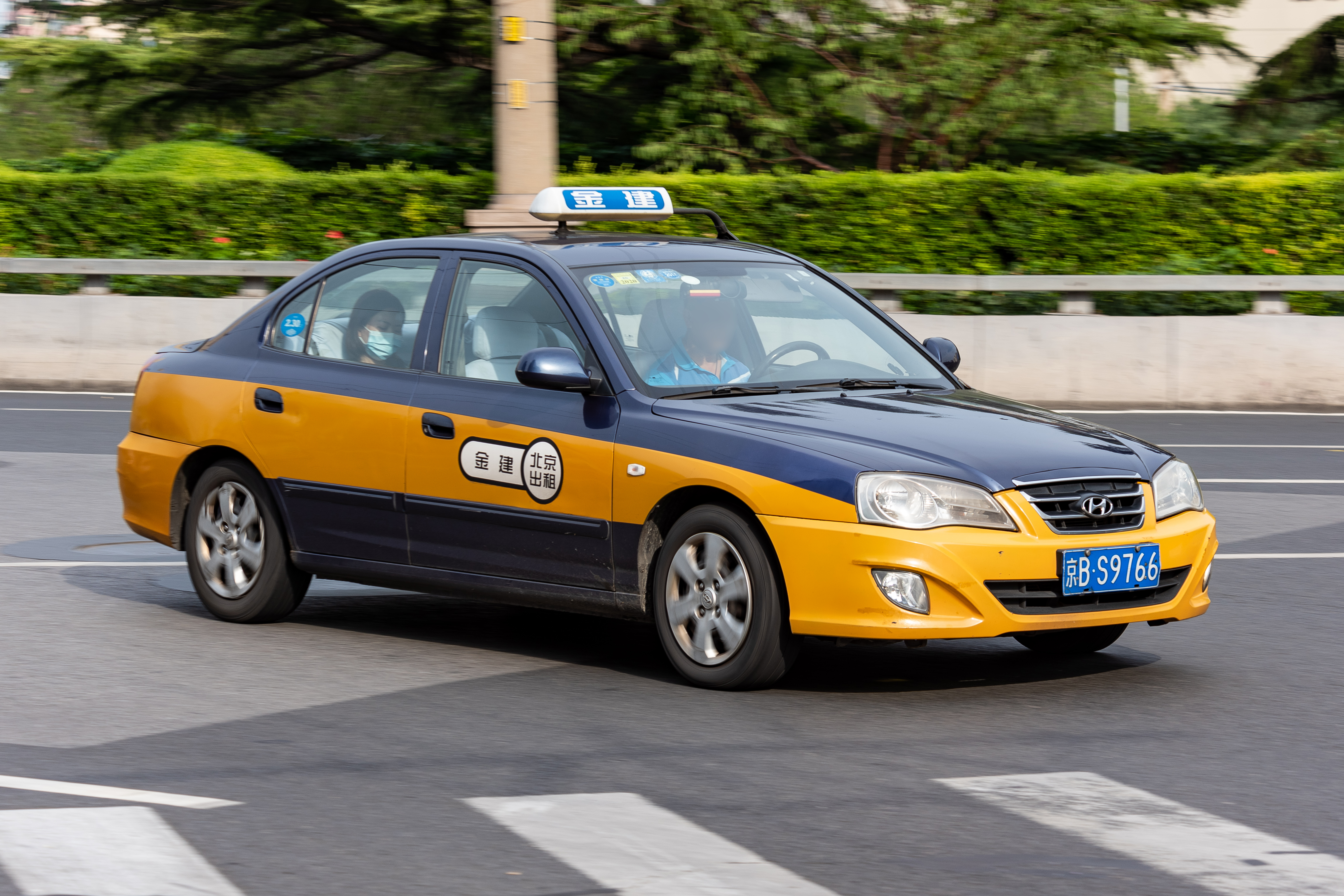
北京市常见的现代伊兰特出租车

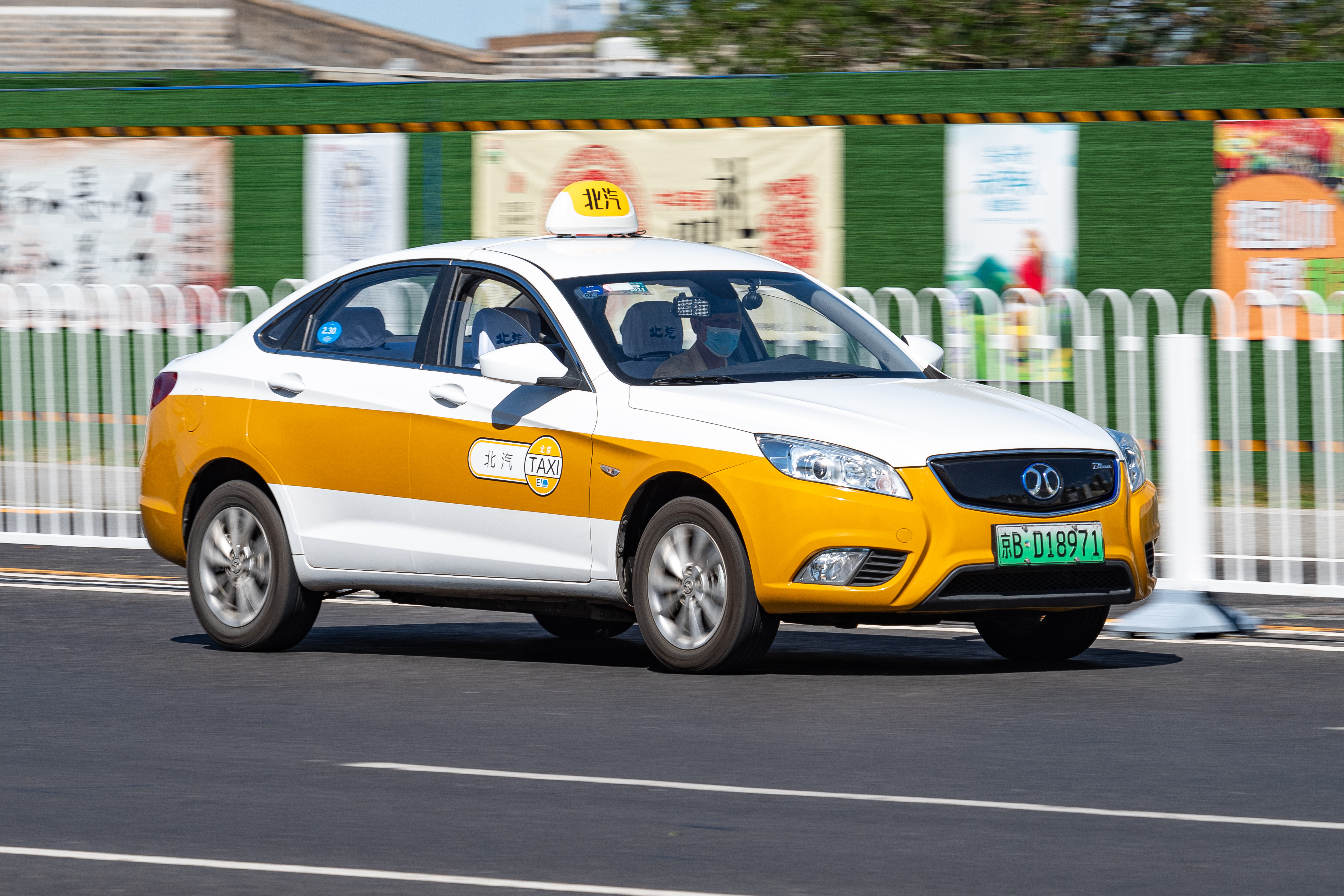
北京市的北汽新能源EU300型纯电动出租车

北京市的「出租車」色調統一，車身主要為“尊黄”，車頂與包圍顏色一致，分别為“北玄、东青、南赤、西白、冬紫、春绿、夏红、秋碧”。車頂燈箱與車門上印有公司縮寫。規模較大的出租汽車公司有：銀建、北汽、首汽等。自從韓國現代汽車在北京設廠以後，的士主要採用現代伊蘭特和索納塔汽車，此前北京市曾大量运营微型面包车出租车（称“面的”），1998年面的退役后被夏利、富康取代，此后也有捷達、爱丽舍等車型。奥运会召开时，运营多年捷达和富康已退出北京出租车市场。因应残奥会的举行，无障碍出租车亦逐渐投入市场。
受香港文化影響，北京市民常把「出租車」簡稱為「的」（普通話讀「滴」；取自「的士」），招呼出租車叫做「打的」（即粵語「搭的」daap dik之訛音），出租車司機暱稱作「的哥」（男）或「的姐」（女），計費收據叫「的票」。另外，在馬路上非法招攬乘客的私人車輛，被稱作「黑的」，而利用摩托車或改裝過的殘疾人專屬三輪摩托車來招攬乘客的車輛，被稱為「黑摩的」。

##### 收費方式

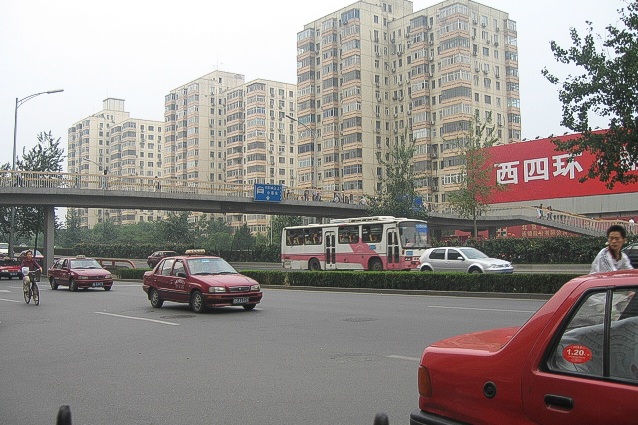
2005年北京北三环西路辅路上行驶的夏利出租车

2001年至2005年，北京市出租汽车设有3种价位：每公里1.2元（夏利）、1.6元（富康、捷达）和2元（红旗，多在宾馆、机场等地经营），一些公司甚至只报销每公里1.2元的出租车发票。
2005年的北京出租车開始了新一輪的更新換代，淘汰了使用了十多年的夏利。車價基本統一為每公里1.6元，起價3公里10元，2006年提高为每公里2元，起价不变。从2013年6月10日起北京出租车涨价：起步价13元、每公里2.3元。

#### 天津
天津出租车始于1915年，20世纪30年代，天津已拥有私人车行数百家和各种出租车300多辆，大部分都是进口汽车。当时比较大的车行有：文记车行、大同汽车行，还有地方官僚经营的光裕汽车行。另外，还有民间个体经营的车行，如三义庄的和记，建国道的红利、义达等车行。当时的出租汽车大部分穿行在租界，为少数官僚买办和富商等人服务。
1975年1月1日，“天津市出租汽车公司”成立。此后，天津市人民政府逐年拨款增加车辆，使出租汽车行业得到迅速发展。1990年代，大发、夏利和丰田相继成为天津出租车型。自2008年以来，市内主要使用丰田花冠和威志两种车型。车身统一色调，主要为蓝色。

##### 收费方式
目前，天津出租车实行的价格是起步价3公里11元，超过三公里每公里2.2元，另有少量出租车实行每公里2.5元运价，主要为奔驰、红旗、帕萨特等中高档车型。另外，天津出租车一般都属于司机本人所有，因此不需要像北京、上海等地的出租车司机缴纳高额的份钱。

#### 上海

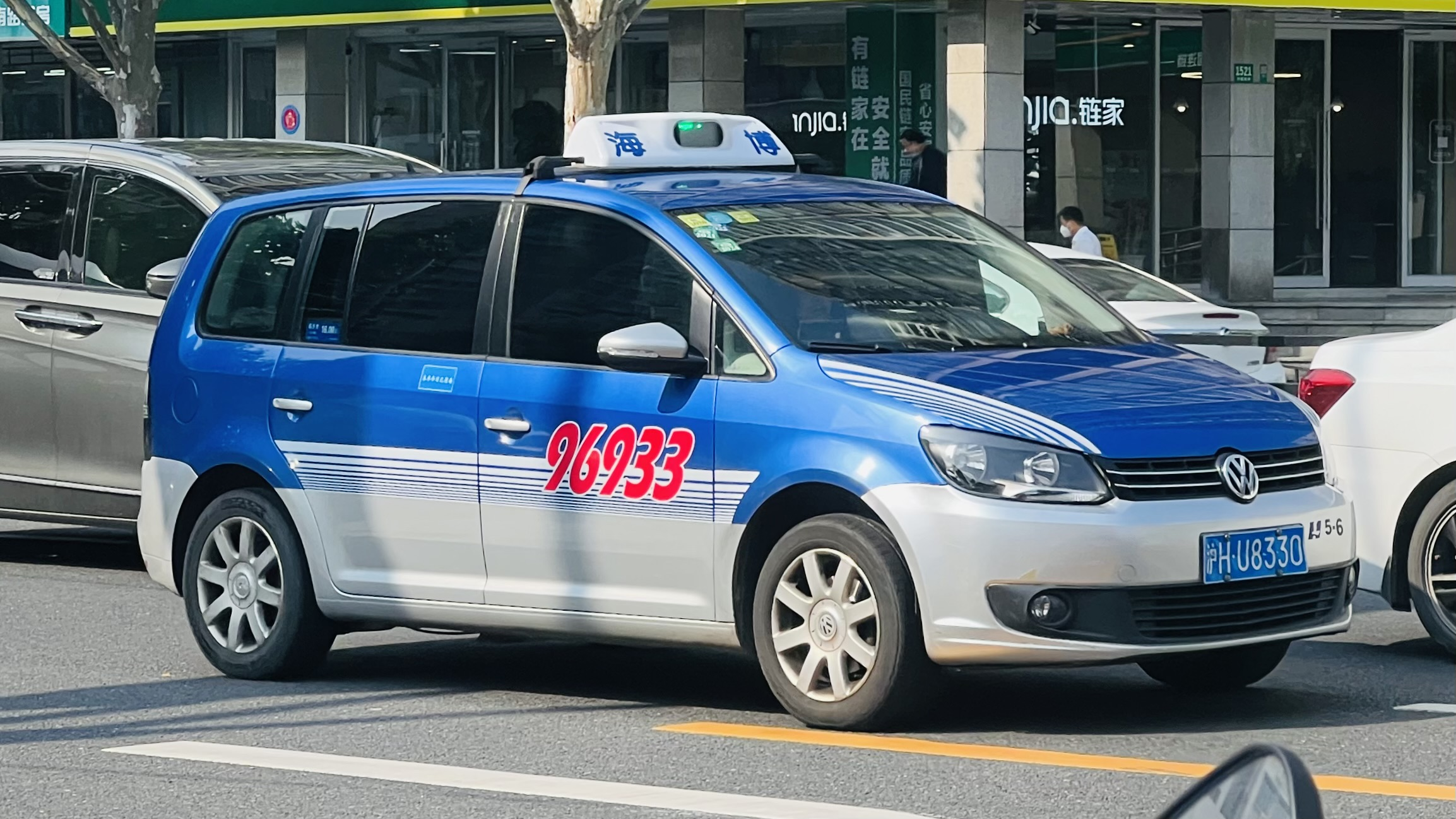
上海市的大众途安出租车

儘管上海市官方使用「出租車」一詞，但民間仍習慣以「差頭」或「的士」來稱呼，而乘車則稱做「攔差頭」或「放差」；「打的」（即粵語「搭的」daap dik之訛音）或「打车」（即「打的」與「搭車」之混用）。
上海出租車是上海市公共交通的重要組成部分。目前全市有出租車企業261家，從業人員近十萬人，出租汽車近4.3萬輛，旅遊包車和租賃車等8000多輛。全行業日均客運量近300萬人次，約占上海客運總量的24%。
於2013年的Hotels.com全球的士服务调查中，上海的士排名全球第18。

##### 上海客运出租车
上海出租車服務由多間出租車公司營辦，一般以六家較大公司的車輛為主：大眾、强生、蓝色联盟、海博、锦江和法兰红。各公司都提供電話預定車輛上門服務，以公里數為車費計算單位。2013年起，大众出租在调度系统中加入联合出租系統，乘客也可预定部分法兰红与蓝色联盟出租车。近來上海出現7座，客貨兩用等特種計程車，方便多人出行或大量購物。上海还有郊区出租车，起步费为12元，只在外环以外行驶。如闵行江南，南汇大众，嘉定锦江等。
上海出租車型號大部分為上海大眾生產的途安、桑塔納Vista，另外有少量的捷達、東方之子等稀有型號出現。2004年初有幾十輛奔馳出租車投入運營，但后來因維護成本過高于2006年退出運營。

##### 上海货运出租车
货运出租车仅提供货物运输的车辆和司机，不投入人力帮助货物的装卸，这一点不同于搬场公司。

##### 收費方式
客运车：
- 市区小轿车（4－5座），3公里以内13元，3公里～15公里部分每公里2.5元，15公里以上部分每公里3.8元，每车次加收1元燃油附加费。
- 市区小客车（10－13座），3公里以内17元，3公里～15公里部分每公里2.5元，15公里以上部分每公里3.8元。
- 郊区小轿车（4－5座），3公里以内11元，3公里～15公里部分每公里2.5元，每车次加收1元燃油附加费。

特别部分：
- 夜间23时至次日5时，每公里单价加收30％。
- 低速（低于每小時12公里）或乘客要求停车等候，每4分钟折算1公里单价。

货运车：
- 载重量0.6吨的车辆，3公里以内25元，3公里以上部分每公里3.5元。
- 载重量0.9吨的车辆，3公里以内30元，3公里以上部分每公里4.0元。
- 载重量1.75吨的车辆，3公里以内45元，3公里以上部分每公里4.5元。

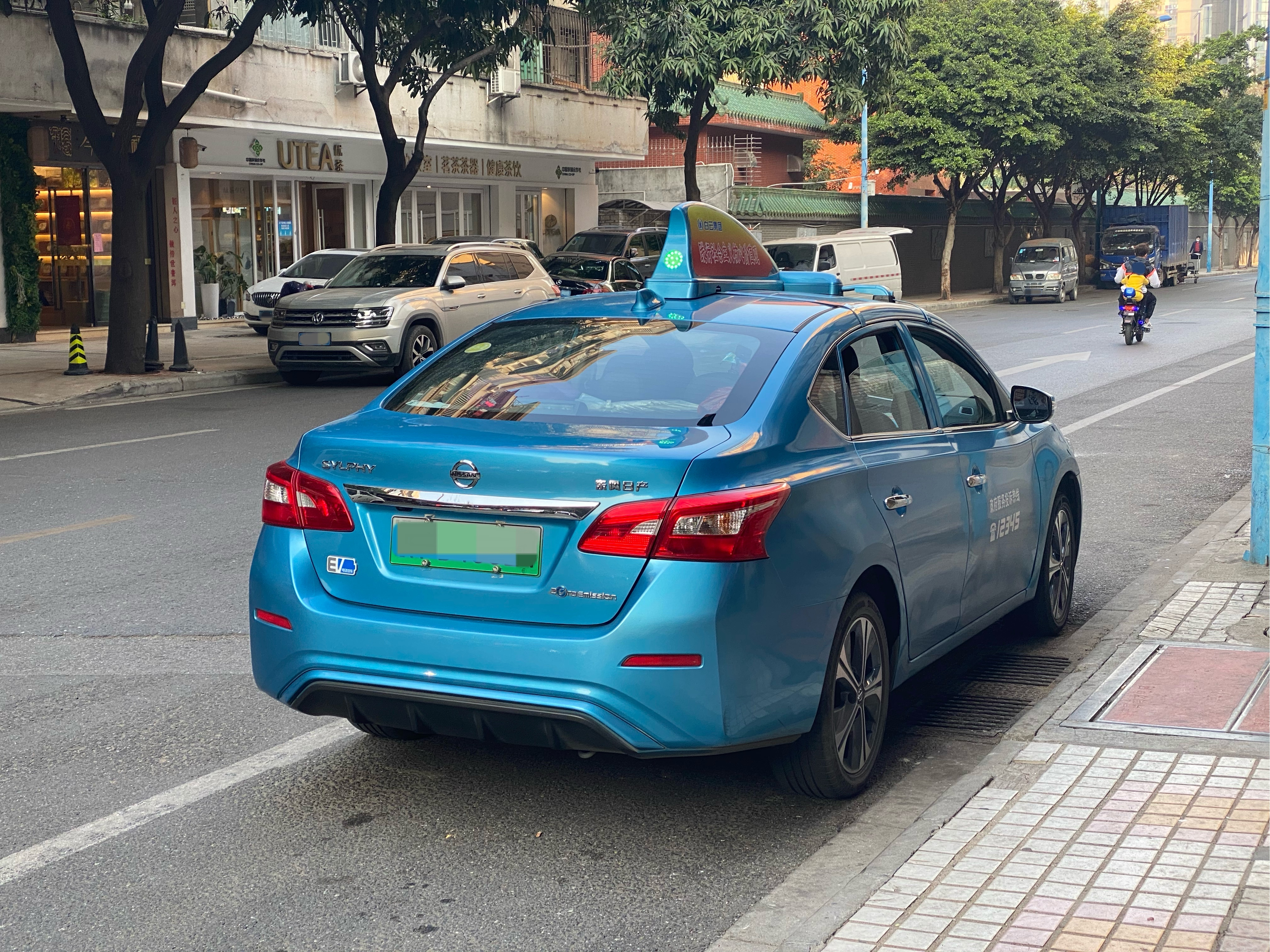
广州市的日产轩逸EV出租车

#### 廣州
廣州「的士」歷史悠久，自民國初期就有大批出租車公司或車行遍布於市區各地。市民乘坐出租車之方式稱作「搭的」或「截的」（也有普通話之「打車」），出租車司機則通稱為「的士佬」。

#### 深圳

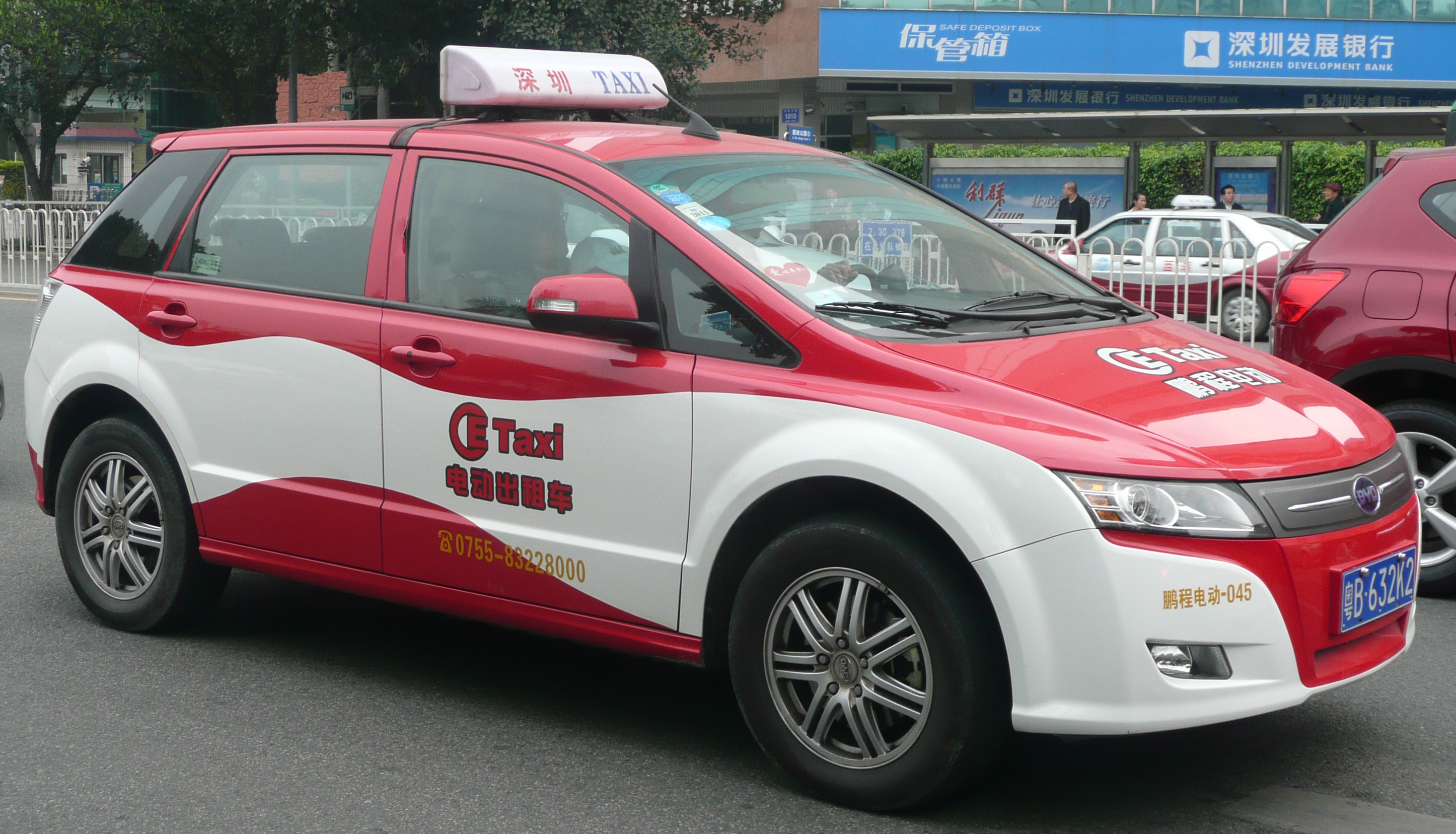
深圳市的比亚迪e6电动出租车

深圳公众习惯称出租车为「的士」，坐的士称为「打的」。由2018年12月20起，深圳的士分为红色及藍色两种：
- 红色的士（俗称“红的”）為燃油汽車，可於全市範圍內行駛。
- 藍色的士（俗称“绿的”）车身为蓝白相间的比亚迪e6电动的士，与紅色的士性质相同，唯與之不同的是可轄免燃油附加費。

##### 收费方式
| 起步價格 | 起步里程 | 里程价      | 候时费      | 夜间附加费 （23時—次日6時） | 返空费 （6時—23時）                                            |
| -------- | -------- | ----------- | ----------- | --------------------------- | -------------------------------------------------------------- |
| 10 元    | 2.0 公里 | 2.6 元/千米 | 0.8 元/分钟 | 按起步价和里程价的30%加收   | 25-50千米部分，按里程价加收30% 超过50千米部分，按里程价加收60% |

- 体积约100立方米、重量超过20公斤的大件行李，每件加收0.5元。
- 提供出租车电召服务的，每车次加收2元。
- 出租车经过合法批准收费的路段或设施（包括过桥、过路、过渡、过隧道等）的费用由乘客支付。
- 深圳实施出租车油价运价联动机制，规定出租车服务根据现行汽油油价加收燃油附加费，具体请参照的士车内标签公告或主条目相关章节，电动出租车不收取燃油附加费。

深圳市自2017年5月5日起执行统一的巡游出租车运价，系首次实现“同城同价”。 此前，深圳市的红色出租车和绿色出租车在收费上有较大区别，相较而言，红色出租车收费更高。

#### 成都
成都市的出租车收費按車型計算。車身統一色調，為3條2色，車身主要為黄蓝、黄绿。自從一汽大众在成都設廠以後，的士主要採用捷达和速腾汽車，另外也有爱丽舍等車型，基本使用天然气。

##### 收費方式
市区内出租汽车起步价为5元，行驶一公里，两公里以后七公里以内每公里计费1.4元，七公里以后六十公里以内每公里计费2.1元。夜间出租汽车起步价为6元，行驶一公里，两公里以后七公里以内每500米计费1.7元，七公里以后六十公里以内每公里计费2.55元。暂时不提供刷卡支付车资。速腾汽車起步加价2元。

### 香港

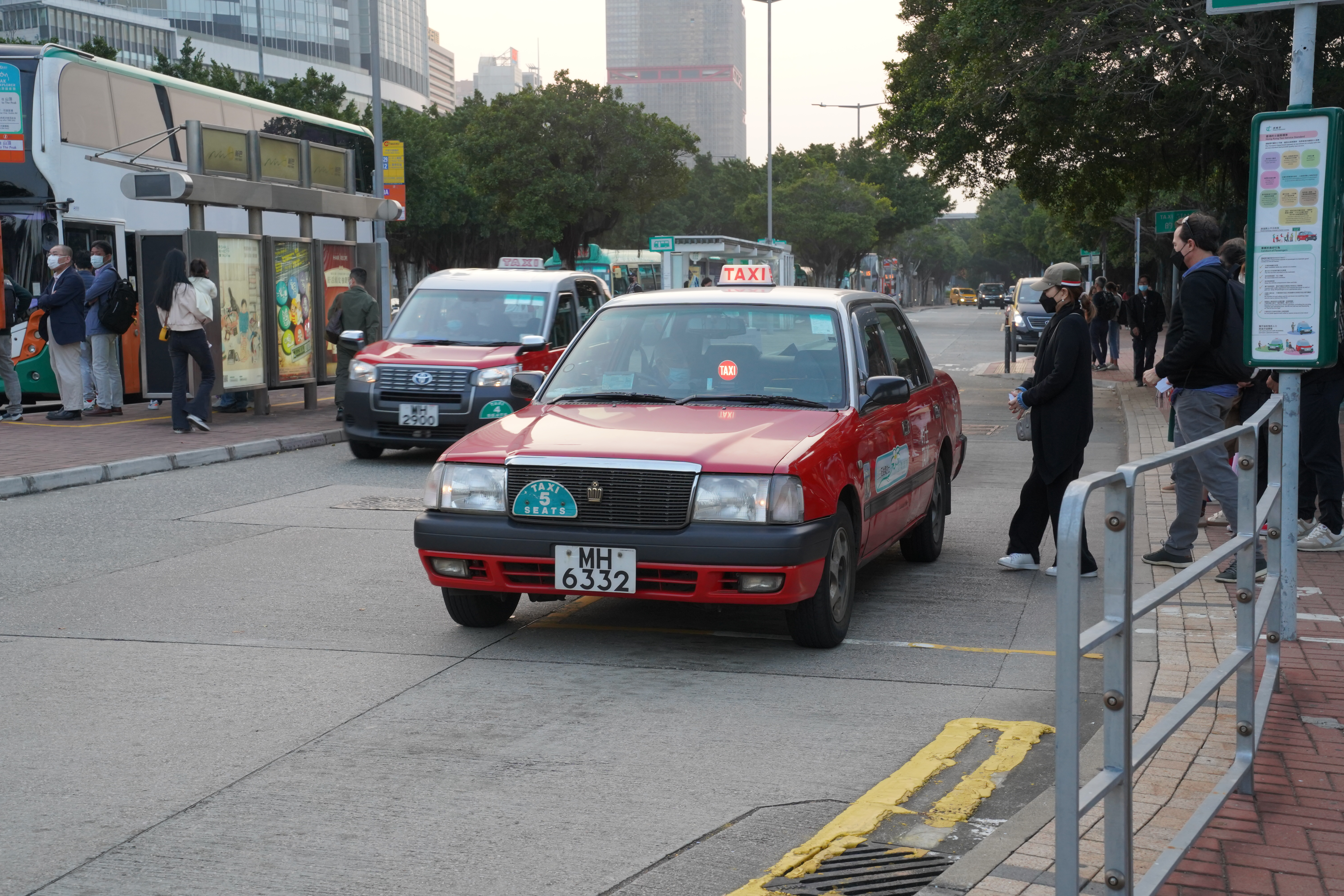
香港市區的士

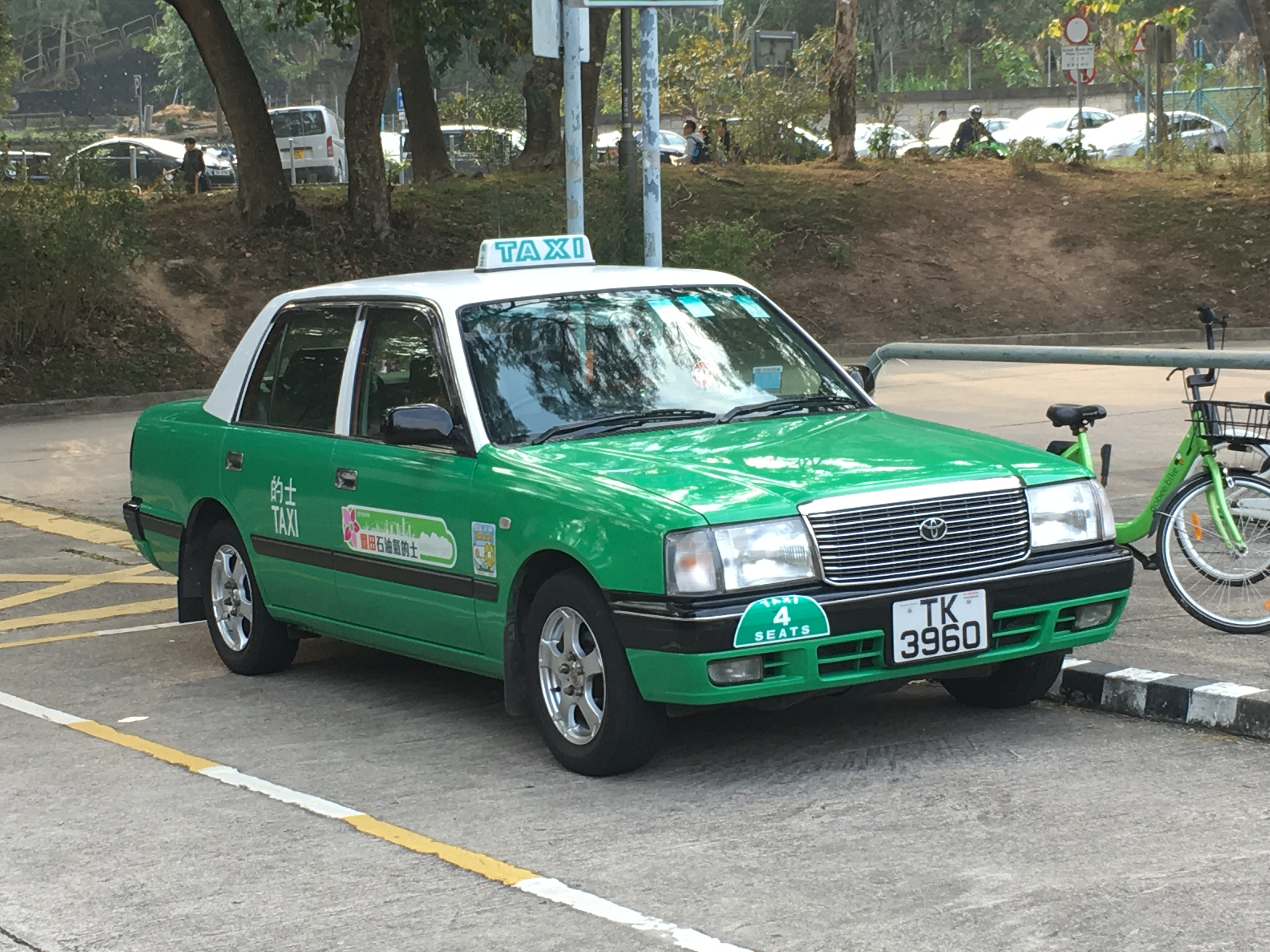
香港新界的士

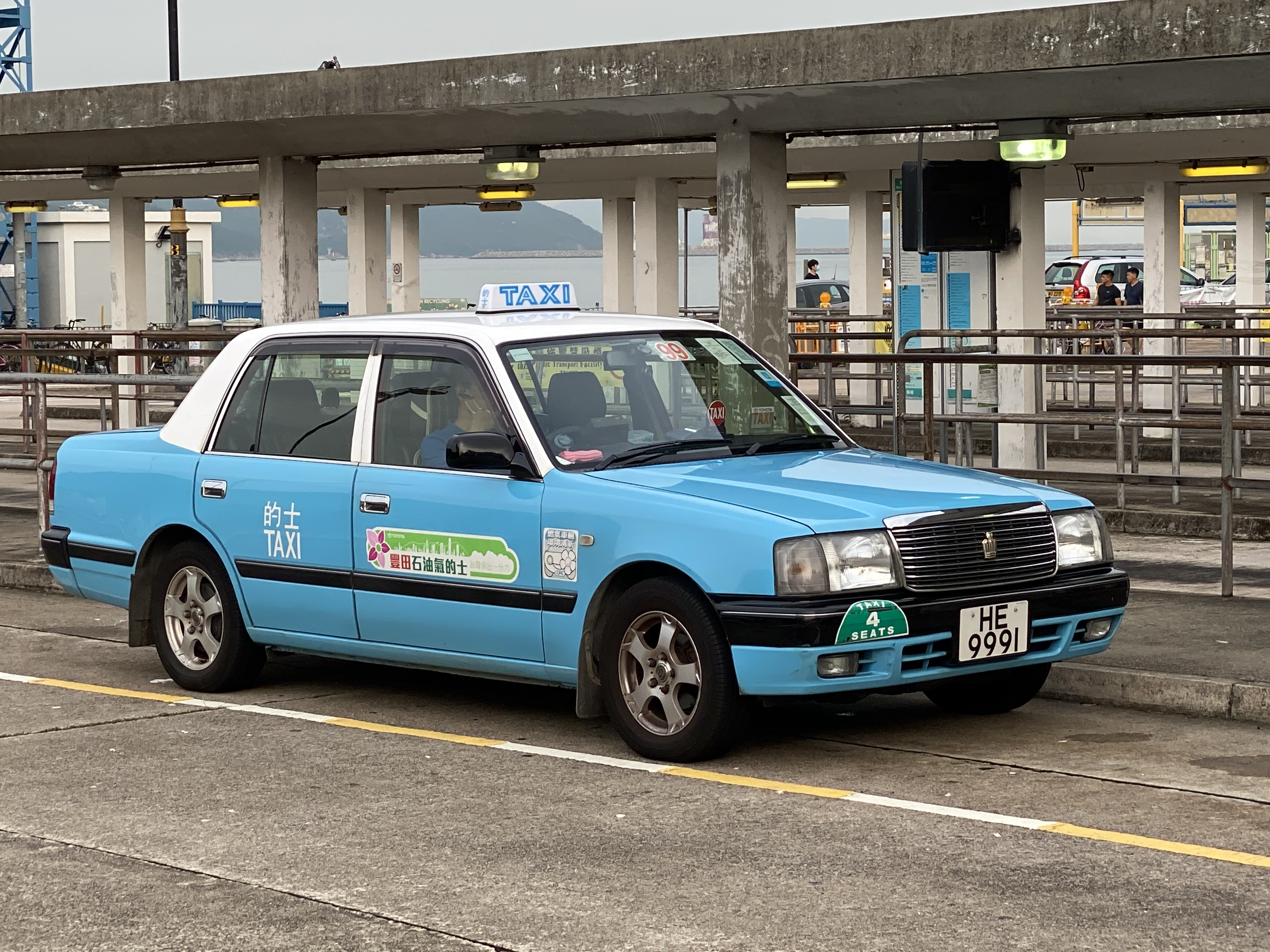
香港大嶼山的士

香港的士分為3類，分別是市區的士（紅色車身，稱「紅的」）、新界的士（綠色車身，稱「綠的」）及大嶼山的士（藍色車身，稱「藍的」）。3類的士中，只有市區的士能在全港各處營運（除大嶼山南部、邊境禁區外），新界的士只能在新界的屯門區、元朗區、大埔區、北區、西貢區的北潭涌、香港科技大學、港鐵坑口站以及沙田區的部份地區（馬鞍山、威爾斯醫院、沙田馬場、馬料水﹚營運，此外新界的士亦可以根據指定路線前往沙田威爾斯親王醫院、觀塘區的順利邨、港鐵荃灣站、香港國際機場、港鐵青衣站及香港迪士尼樂園，而大嶼山的士則只能在大嶼山南、東涌、機場、愉景灣及迪士尼樂園營運，商業行駛中不能離開大嶼山。
於2011年，Hotels.com於網上進行全球的士服務調查，了解全球各地的的士在安全、衛生、司機駕駛技術、對道路的熟悉程度、服務態度、價格及召喚的方便程度7個範疇進行評核，結果得出香港的士排名全球第3名。但在兩年後的同類調查卻急跌至排名第15名。

### 澳門

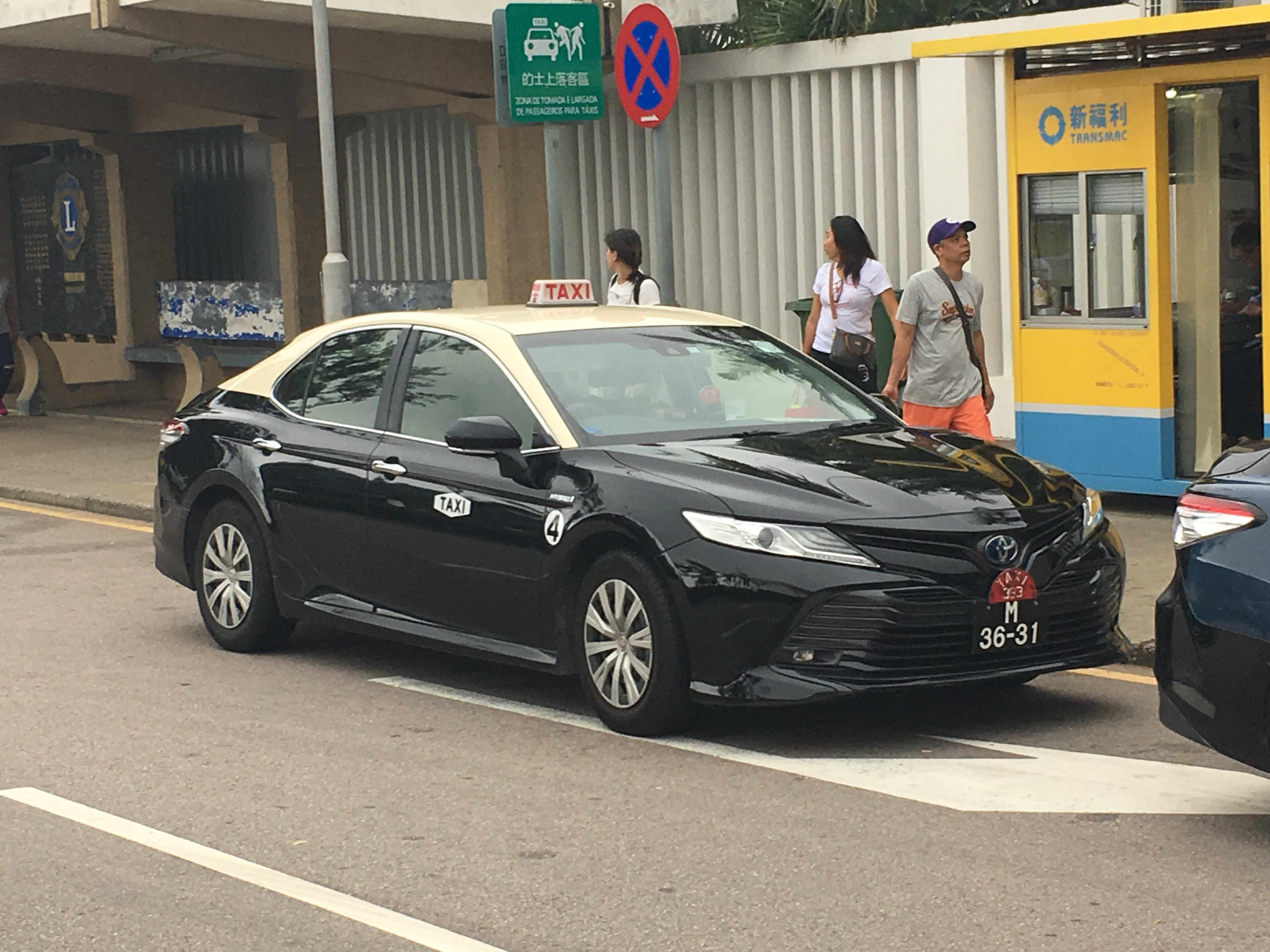
澳門的士

澳門的士只有兩種，分別為黑色車身的市區的士，通稱「黑的」。黑的分為4座位、5座位和6座位。及灰藍色車身或暗紅色車身的電召的士，分為6座普通的士、7座大型的士及6座無障礙的士。灰藍色電召的士需另加5元電召費。
車型方面以豐田Corolla為首，此外還有豐田Alphard、豐田Camry、豐田Noah、豐田Avensis、現代Sonata、福特Mondeo、雷諾Lattiude、福士Caddy。而至於電召的士方面，以豐田Vellfire為首，另外還有數部豐田Voxy及豐田NOAH無障礙的士，當中灰藍VELLFIRE 分為普通的士6座位及大型的士7座位，三者車身都是以灰藍色作為主色；而後期版的VELLFIRE，除了有6座及7座外，更另有6座輔助輪椅版本。至於無障礙的士方面，前期仍採用VOXY，到最後期採用NOAH。

#### 收費方式
兩種的士的收費同樣以車程收費；首1600米收費為澳門幣21元，其後每220米澳門幣2元。氹仔或澳門前往路環分別另收附加費澳門幣2元和澳門幣5元，從氹仔或路環返回澳門市區則無須收附加費，由澳門大學橫琴校區、橫琴口岸澳門口岸區、港珠澳大橋珠澳口岸人工島、氹仔客運碼頭的士站和澳門國際機場的士站出發另收附加費澳門幣5元（澳大橫琴校區）或8元（其他）。如有大型行李需放置在車尾箱，每件另收澳門幣3元。
雖然有收費標準，但澳門的士經常出現上車前先議價的違法行為，政府也被批「不作為」。

### 新加坡

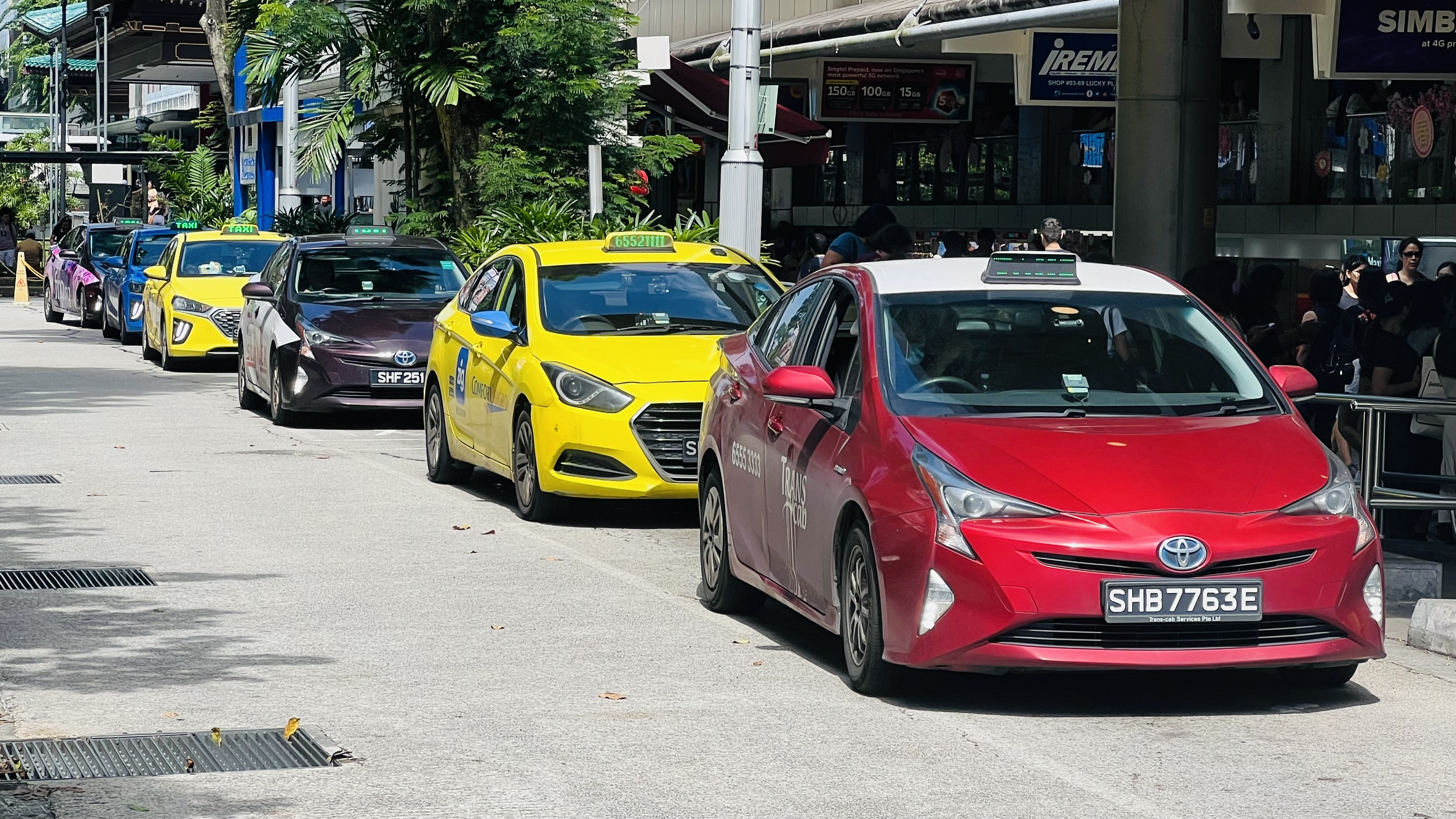
新加坡的德士

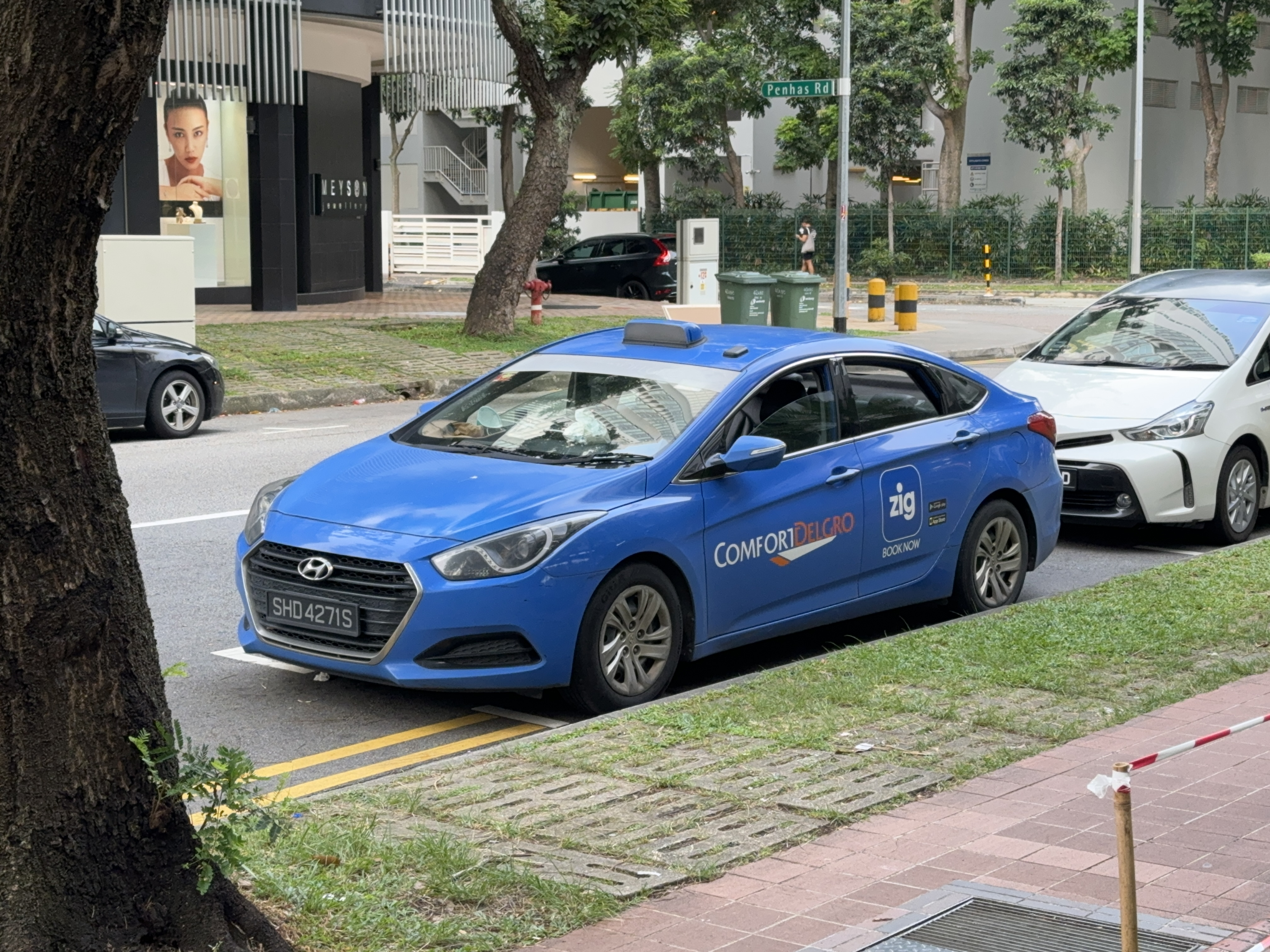
新加坡德士

新加坡「德士」業者目前共有六家，分別是康福（Comfort）、城市（City Cab）、SMRT、Trans-Cab、捷達（Premier Taxis）、Smart Cab。其中SMRT更有提供高級德士服務，分別是奔馳E-Class和倫敦德士，不過收費比起一般德士高出許多。從前，新加坡的一般德士和香港的的士車款相同為豐田皇冠，近年逐漸被現代汽車的索纳塔取代。新加坡德士在午夜乘車車資為表上的金額之1.5倍，另外假日和前夕車費也加$1元；若自樟宜機場出發也要加$3到$5元不等的金額。新加坡對私家車數量管制嚴格，除了擁車條件高之外，若是在尖峰時刻進入市區（CBD）都要收費，德士也不例外。新加坡召車最好是電召，其次是在的士站等候，除非是午夜才有可能隨便召車。
於2013年的Hotels.com全球的士服务调查中，新加坡德士排名全球第9。

#### 收費方式
新加坡德士的計費方式為（皆以新幣計算），首1公里$2.8元，之後每0.35公里收$0.2元；每30秒等候也收$0.1元；若用電話叫車要加$3.2元（馬上到）或$5.2元（預約時間）。新加坡德士車費超過$15元可以刷卡（但要收10%作為附加費）。

### 台灣

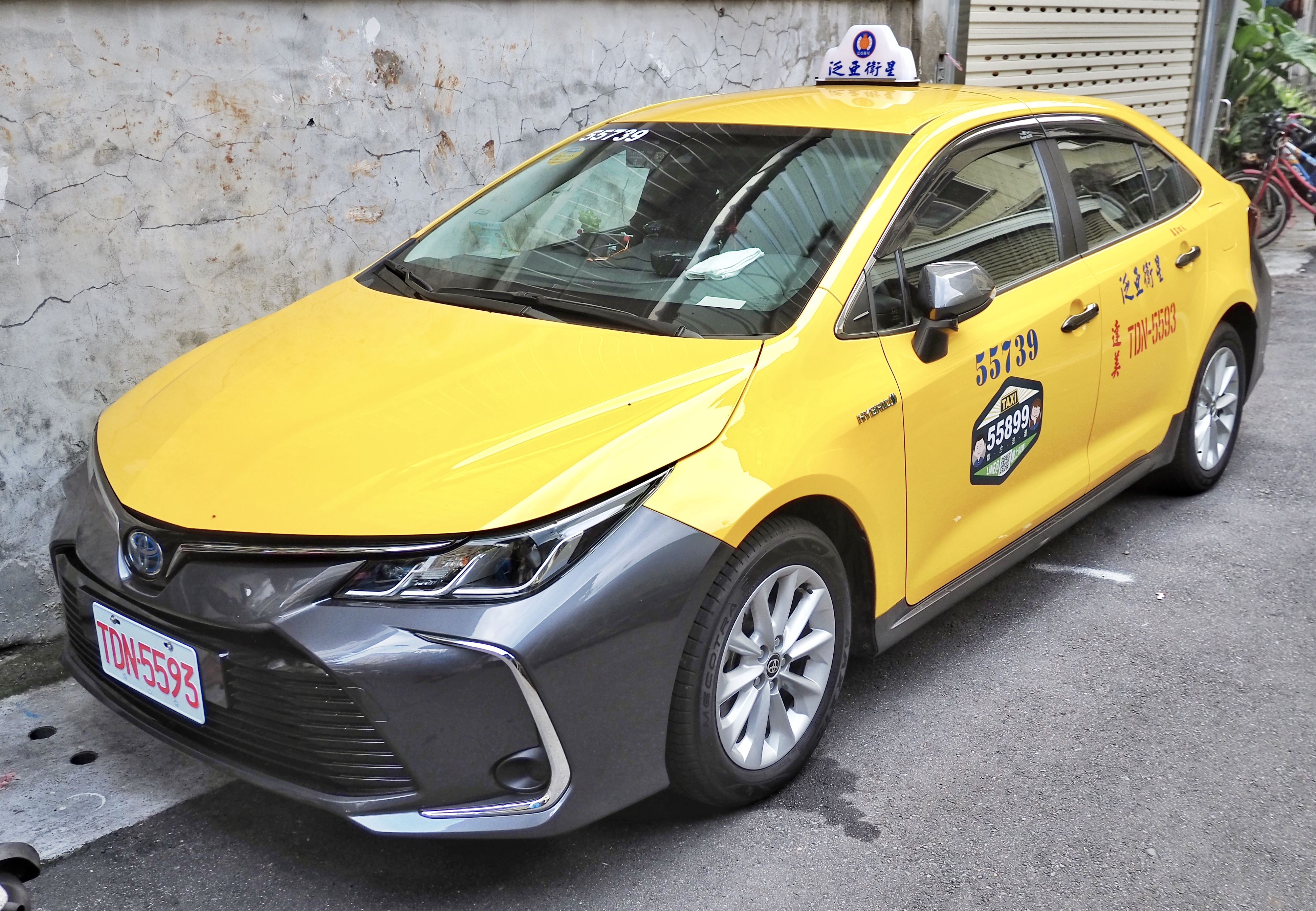
臺灣的豐田Corolla Altis混能計程車

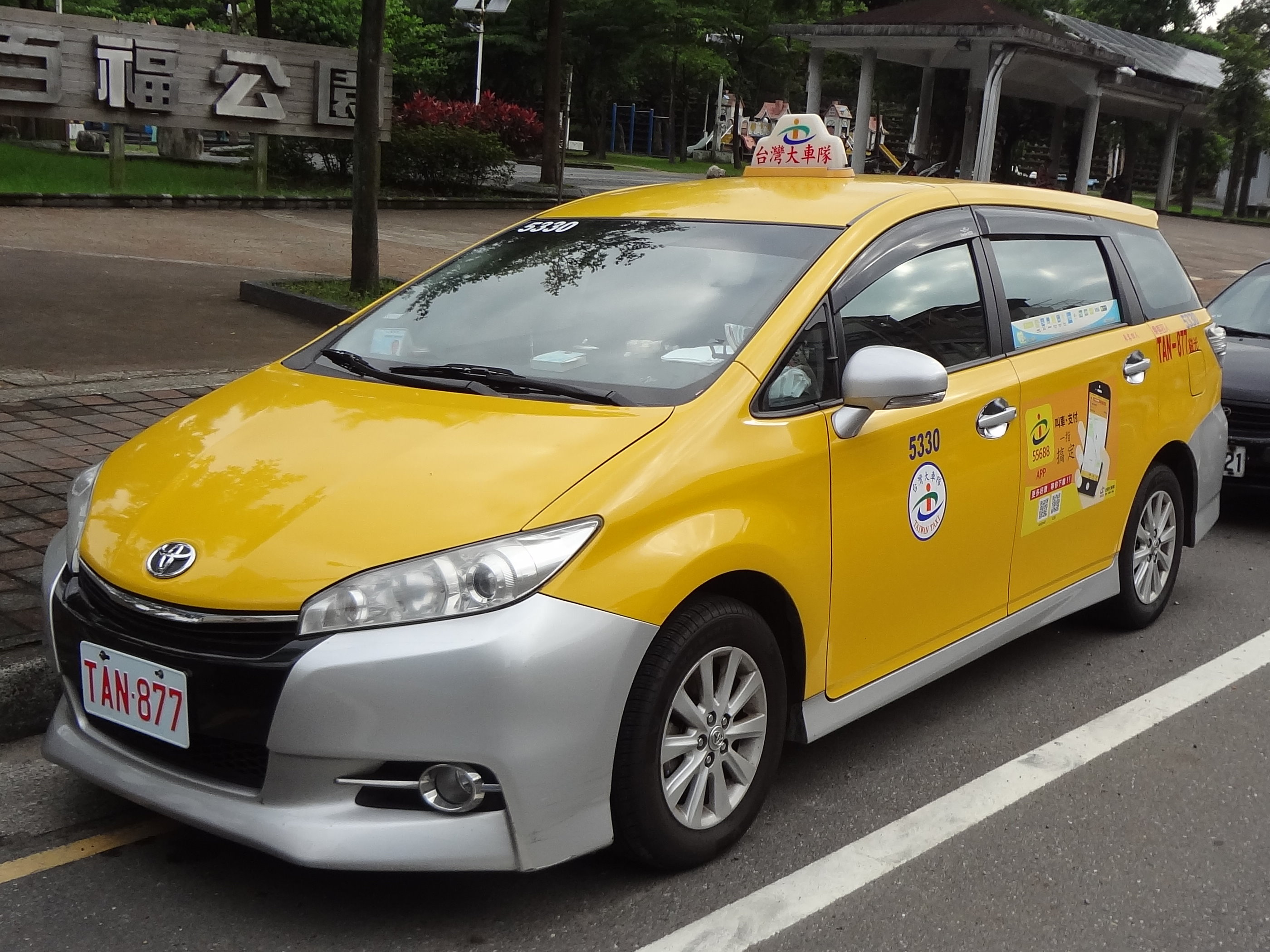
臺灣的豐田Wish計程車

台灣「計程車」之車身從1990年代起一律漆為黃色，並懸掛白底紅字車牌、車頂置「TAXI」或「出租汽車」燈箱。
台灣計程車採「靠行制度」，個人不能經營計程車客運業，需考到職業小型車駕駛執照後，再考取計程車執業登記證，並透過靠行車行仲介取得車輛才可執業成為計程車司機。在一定條件且政府有開放時，才可申請成為「個人車行」。由於臺北車站規劃予公車和計程車的路線不明朗，經常發生守規矩的計程車司機被不守規矩的計程車司機叫囂的事例。
中華民國交通部在1996年起開放成立計程車合作社、設立招呼站，以改善靠行制度的弊端。另外在各都會區，亦盛行電話叫車、網路叫車、手機應用程式叫車。
因應Uber等新型態叫車服務與傳統計程車的競爭及適法性問題，中華民國政府於2016年修改《汽車運輸業管理規則》，導入「多元化計程車」制度。多元化計程車的駕駛員仍需取得職業小客車駕駛執照及計程車執業登記證，使用的車輛應為黃色以外的顏色，與傳統計程車一樣領用白底紅字的車牌，但只能透過APP叫車，不得在路上排班、攬客。

#### 概況
根據2008年9月底的統計，台灣計程車數量最多的地方是台北市，一共有31040輛，比1995年開放計程車運輸合作社申請後的3萬9千多輛減少，主要的原因在於台北捷運井字捷運路網成形陸續通車，使市民和旅客對計程車的需求逐步下降。
而根據2007年的調查報告，台北市的計程車駕駛平均一個月工作27至28天，每天工作時數為10.4個小時，空車時間約佔3.5個小時，平均每天載客14.5趟，里程為154公里，平均每天駕駛人營收1,754元，比兩年前增加4.0%，不過計程車平均每天耗用燃料費617元，也增加24.9%。
為了提升計程車服務品質，降低空車率，台北市政府交通局規劃在交通據點設置計程車招呼站，至2008年九月底已經設置165處。另外對於即將興建的大型基地或場站，市政府也要求將計程車招呼站內部化。
車型方面以豐田Corolla Altis、豐田Wish佔最多，過去曾流行過福特Laser及福特Telstar、日產Sunny、日產Cedric等車款。近年來不少可供使用輪椅乘客搭乘的福斯Caddy和福特旅行家（Tourneo Custom）等車款引進做為計程車。
於2013年的Hotels.com全球的士服務調查中，台北計程車排名全球第19。
由於惡劣的用路習慣，台灣的計程車司機長期以來為人所詬病，交通違規的情況履見不鮮，而諸多城市中又以台北市計程車密度最高，常見一個路口有過半的汽車是計程車。另外，計程車數量多，空車空檔亦多，衍生的排放廢氣量不容小覷。

#### 收費方式
台灣絕大多數計程車以里程數計費，但因地域差別，各縣市之計程車收費標準亦不相同。

##### 「北北基」計程車費率
- 自2015年10月1日零時起調整如下：

1. 計程運價：首1250米收費為新台幣70元[32]，其後續程每200米-跳5元新臺幣
2. 延滯計時：車速在每小時5公里以下，累計每1分鐘20秒，收費新台幣5元。
3. 夜間加成：自夜間11時起至翌晨6時止（遇跨夜間加成時段之情形，統一以上車時間為準），除依上述計價方式收費外，每旅次並加收20元。
4. 春節運價：自除夕前二日起至年假結束之期間，非夜間加成時段按計費表夜間加成收費外，每旅次再加收20元；夜間加成時段按計費表夜間加成收費外，每旅次再加收40元。

##### 金門縣計程車費率
- 自2007年1月1日零時起調整如下：

1. 計程運價：首1500公尺收費為新臺幣70元，其後續程每300米-跳5元新臺幣
2. 延滯計時：車速在每小時5公里以下，累計4分鐘，收費新台幣5元。
3. 夜間加成：首1250公尺收費為新臺幣80元，其後續程每220公尺-跳5元新臺幣，計時運價5元（時速五公里以下，累計3分鐘）。夜間23時起至翌晨6時止。
4. 春節運價：春節期間自春節前一日至國定年假結束，均按夜間運價收費。

#### 形象
- 過去台灣的消費者有挑好車的習慣，外觀乾淨、內部整潔的比較受到消費者青睞。
- 由於經濟發展成熟，近來開始有企業以經營品牌的模式，整合行銷計程車車隊的專業素質與服務形象，經由無線電或衛星定位方式派遣計程車的措施[33]，既顧及客戶服務[34]、乘車安全，也增加計程車司機的收入；最主要是在顧客服務品質部分，經由訂立嚴格的計程車司機自我管理的辦法，使執業輔導、維護就業權益和素質提昇方面同時並行，最終提高全體業績和員工士氣[35]。
- 與悠遊卡合作：目前，在大臺北地區部分計程車有使用悠遊卡付費功能，在貼有悠遊卡標誌的計程車上，乘客可使用悠遊卡來付費。
- 與一卡通合作：目前，在大高雄地區部分計程車可使用一卡通付費功能，在貼有一卡通標誌的計程車上，乘客可使用一卡通付費搭乘。
- 與信用卡合作：又為民眾與商務旅客便利著想，許多計程車合作社已規劃信用卡的付費方式[36]。

### 日本

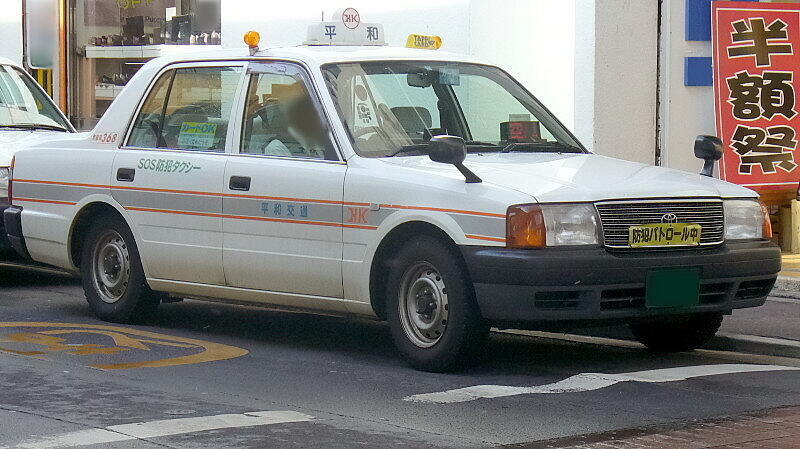
仙台市的一輛計程車

日本計程車依經營型態分為個人計程車與法人計程車（交通公司）兩種。依車身大小有小型（車長4.6公尺以下，包括司機可坐5人以下）、中型（車長4.6公尺以上，可坐5至6人）等。與香港等地的計程車一樣，汽車製造商會製造專門用作計程車的車款，如豐田汽車的Crown Comfort。日本計程車於1960年代開始以石油氣作為動力，近年來也出現油電混合車及電動車作為計程車。綠色車身收費較便宜，黑色車身（私人）的司機擁有衛星導航還有手提電話翻譯人員，可以中文或英文對話，車廂較為寬敞及豪華，但收費極高。运营公司必须从运输局获得营业执照。 至于车牌，将颁发绿色商务车牌。 驾驶执照需要第二種運転免許。 

#### 東京

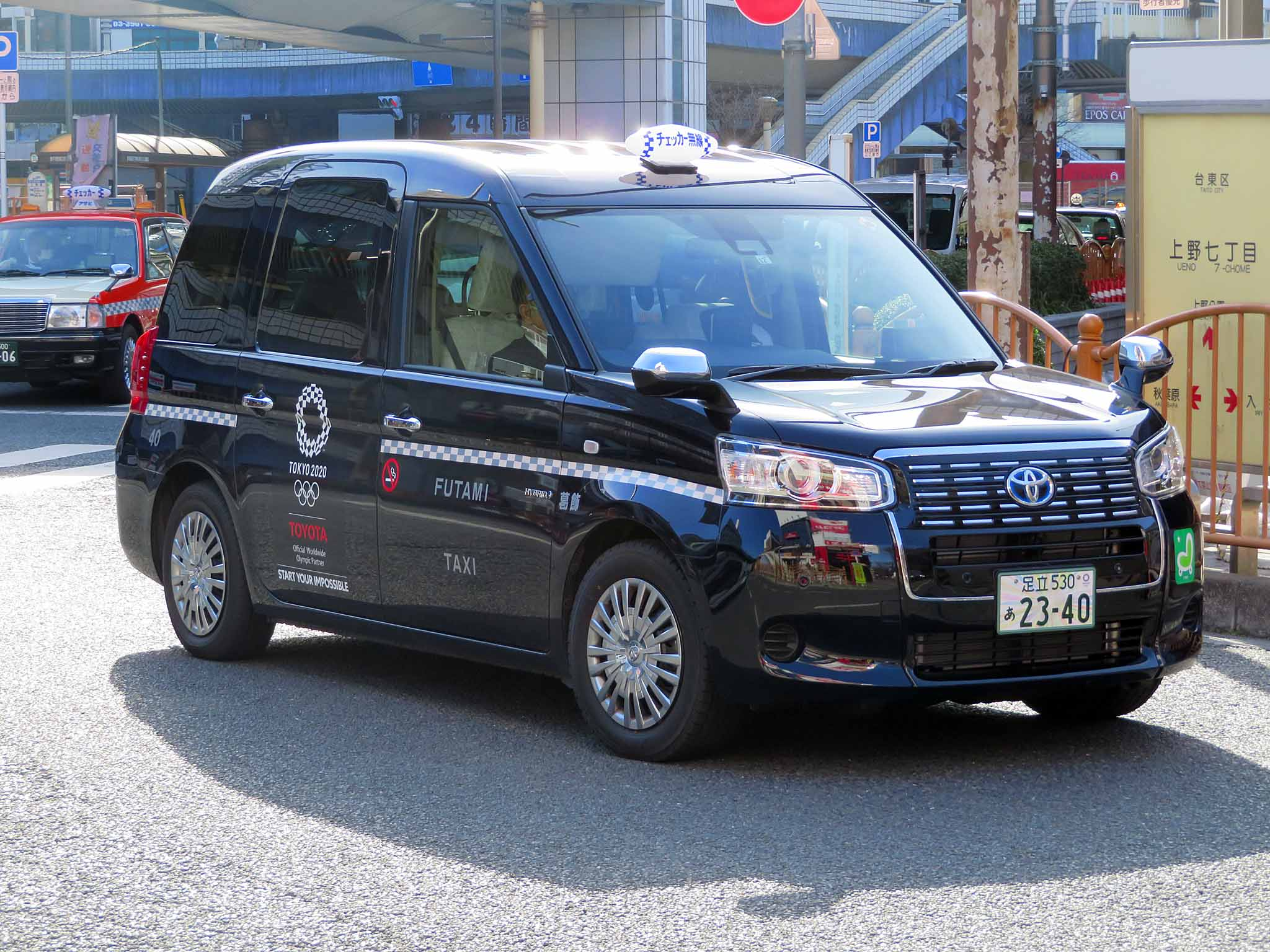
東京的豐田JPN Taxi

於2013年的Hotels.com全球的士服務調查中，東京的士排名全球第3。

##### 東京23區計程車費率
- 自2017年1月30日零時起調整如下：

1. 計程運價：首1052米收費為410日圓，其後續程每237米-跳80日圓
2. 延滯計時：車速在每小時10公里以下，累計每1分鐘30秒，收費80日圓。
3. 夜間加成：自夜間11時起至翌晨5時止（遇跨夜間加成時段之情形，統一以下車時間為準），除依上述計價方式收費外，每旅次並加收百分之二十。
4. 叫車加成：每個公司不同。

### 南韓

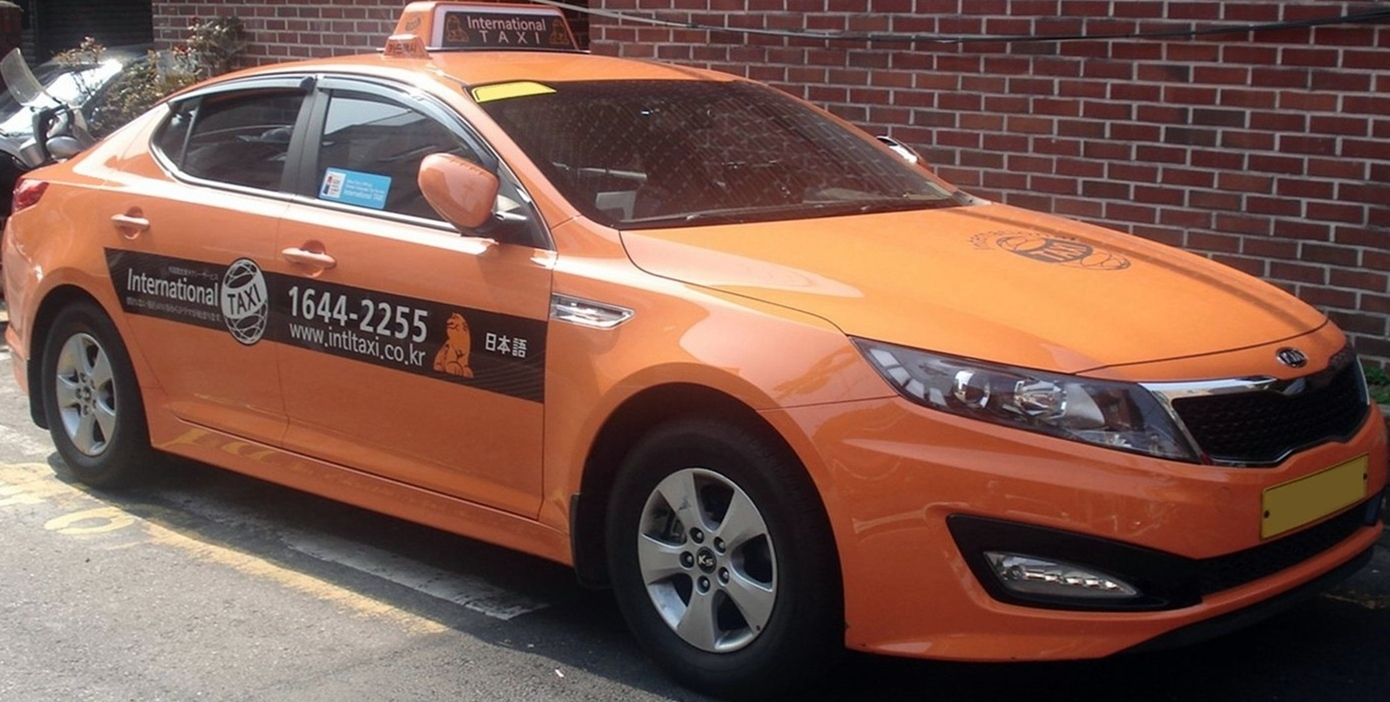
首爾的計程車

韓國計程車基本實施共乘制度，車身多為銀色和白色（首爾部分計程車為橙色），車型以現代汽車和起亞汽車的中型轎車為主，包括一般車、模範車以及大型車等三個級別，司機會按前往目的地的路線決定是否等候另一個客人。
韓國的模範計程車通常擁有較為寬敞及裝飾華麗的車廂，其司機必須有10年的良好駕駛紀錄，並懂得基本英語會話，適合不諳韓語同時不介意昂貴車費的乘客選乘之。

#### 收費方式
- 2018年11月基準

韓國的一般計程車收費較廉宜，但各地收費標準不同，首爾計程車首2公里起表價為3000韓圓，此後每142米或每35秒加收100韓圓，夜間另收附加費20%，而釜山和大邱計程車起表價則為3300韓圓，仁川、光州、大田和蔚山計程車起表價為2800韓圓。模範的士為黑色車身，收費較昂貴，首3公里起表價為5000韓圓，此後每164米或每39秒加收200韓圓，夜間不收附加費。

### 英國

#### 倫敦

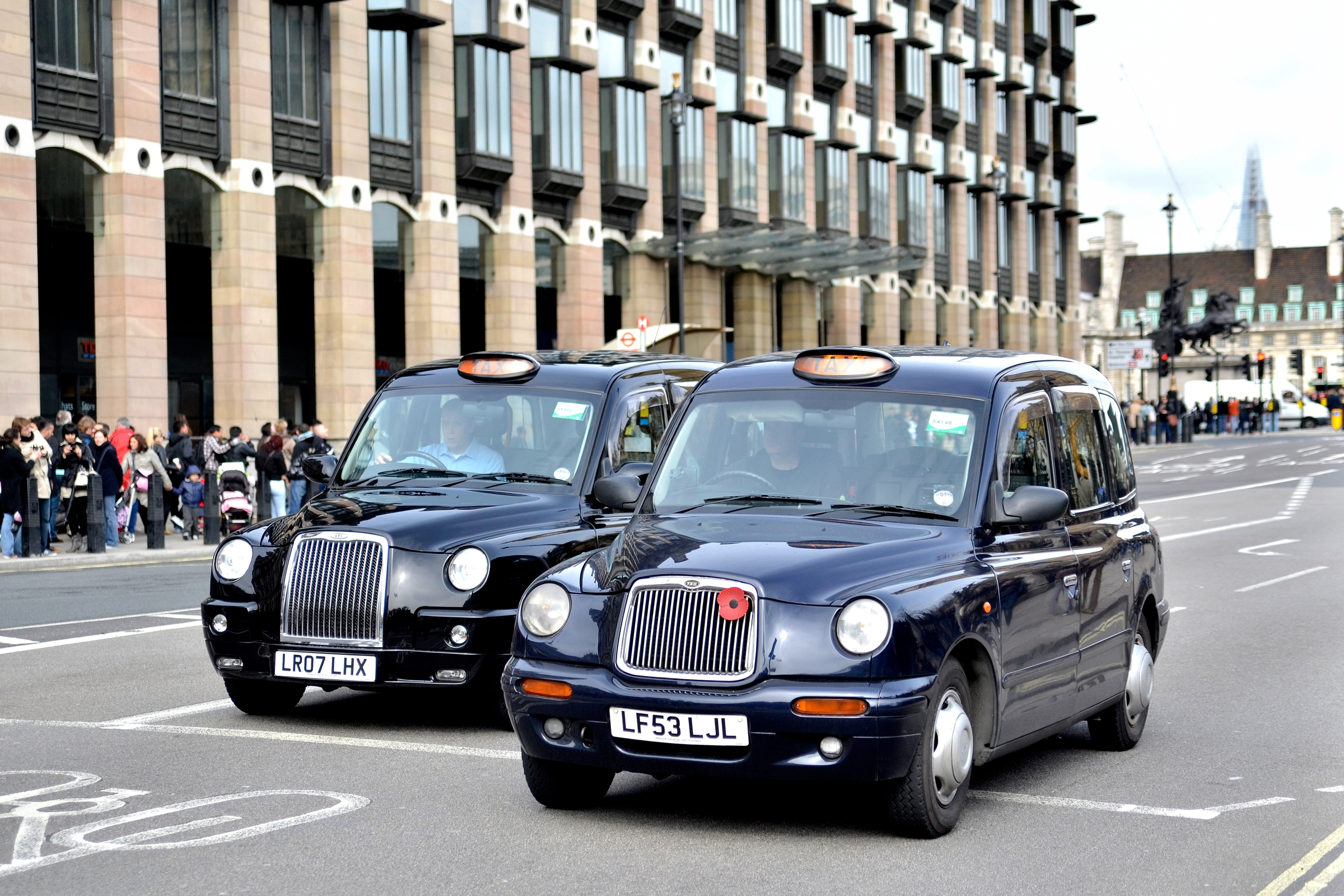
倫敦的黑色計程車

於2013年的Hotels.com全球的士服務調查中，倫敦的士排名全球榜首。

### 美國
美國計程車通常由多間的士公司營運，其中黃頂計程車為芝加哥最大的計程車公司之一。

#### 紐約

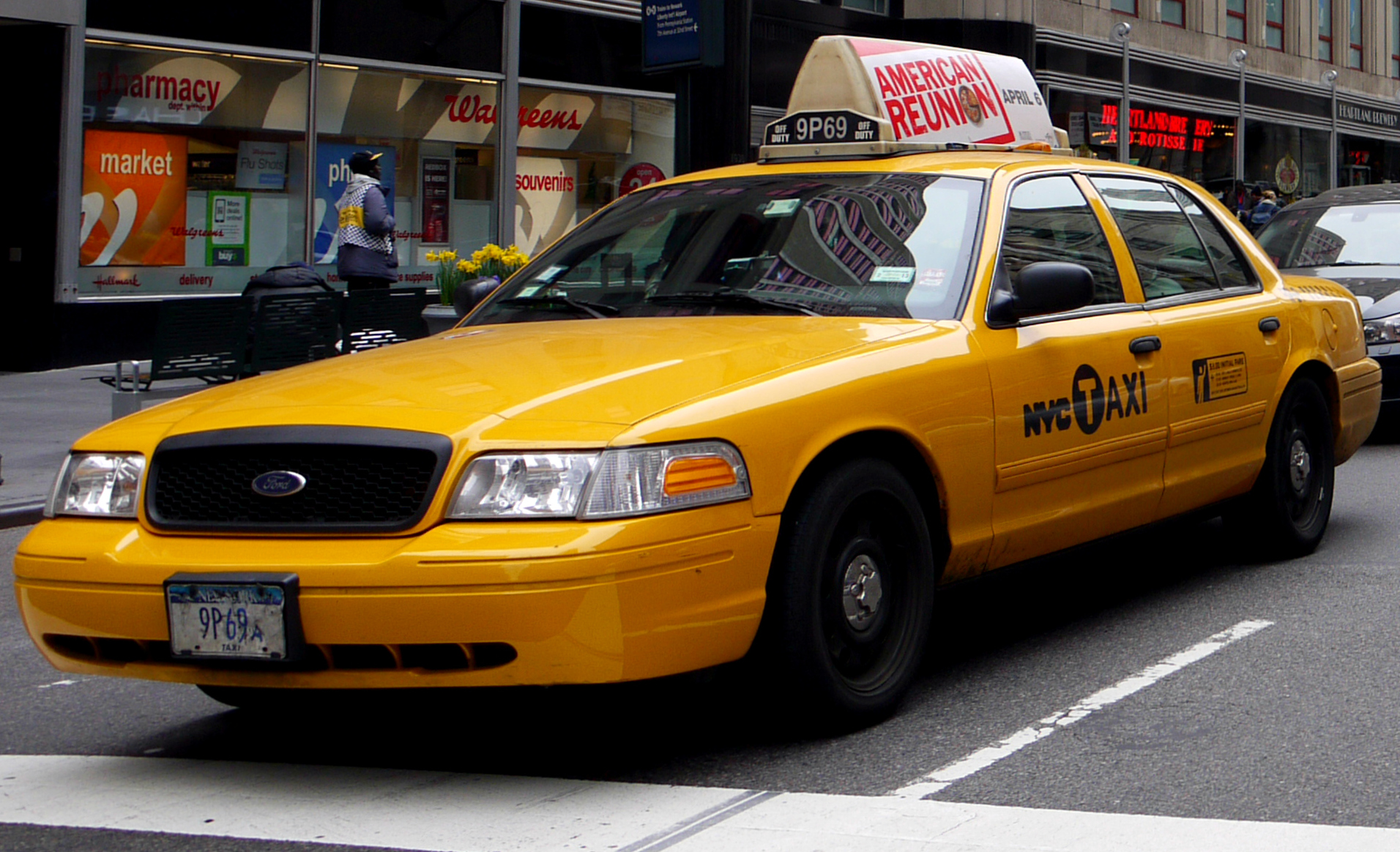
紐約市的黃色計程車

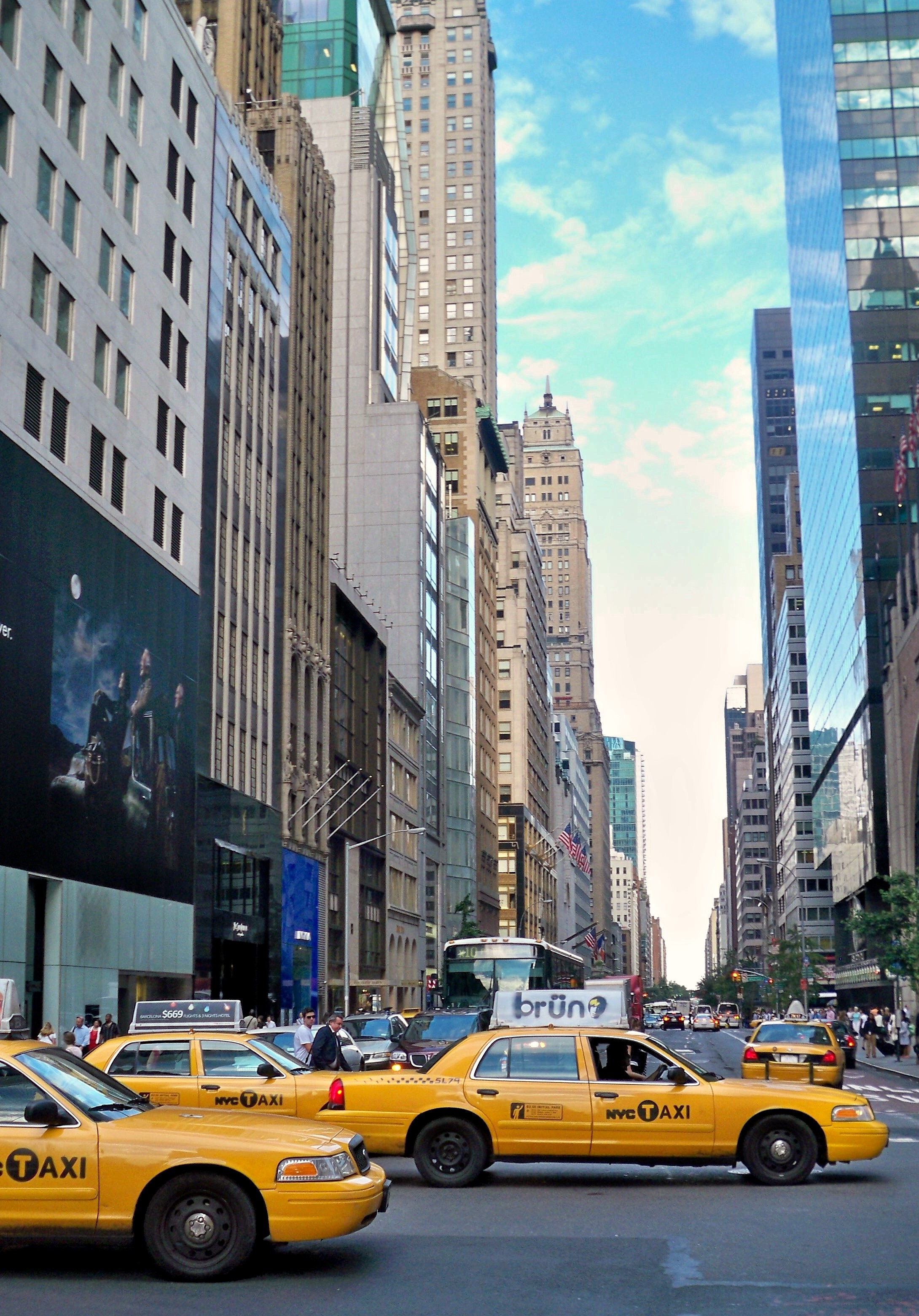
在紐約市曼哈頓中城的計程車

於2013年的Hotels.com全球的士服務調查中，紐約的士排名全球第2。

#### 收費方式
一般以交通流量、起表數、距離和等候時間（包括等候交通燈號）作計算收費。

## 與計程車有關作品
- （1993年，香港）
- （1998年，法國）
- （2000年，臺灣）
- （2016年，臺灣）
- （2017年，韓國）
- （2021年，韓國）
- （2023年，韓國）
- 《華麗計程車行》（2024年，臺灣）